# Владимироваць (Градина)
Владимироваць (хорв. Vladimirovac) — населений пункт у Хорватії, у Вировитицько-Подравській жупанії у складі громади Градина.

## Населення
Населення за даними перепису 2011 року становило 62 осіб.
Динаміка чисельності населення поселення:

## Клімат
Середня річна температура становить 11,43 °C, середня максимальна – 25,89 °C, а середня мінімальна – -5,63 °C. Середня річна кількість опадів – 735 мм.
| Клімат поселення                              | Клімат поселення | Клімат поселення | Клімат поселення | Клімат поселення | Клімат поселення | Клімат поселення | Клімат поселення | Клімат поселення | Клімат поселення | Клімат поселення | Клімат поселення | Клімат поселення | Клімат поселення |
| Показник                                      | Січ.             | Лют.             | Бер.             | Квіт.            | Трав.            | Черв.            | Лип.             | Серп.            | Вер.             | Жовт.            | Лист.            | Груд.            |                  |
| Середній максимум, °C                         | 6,07             | 8,17             | 12,85            | 17,41            | 23,02            | 25,89            | 25,27            | 24,96            | 20,43            | 15,30            | 9,67             | 5,12             |                  |
| Середня температура, °C                       | 0,20             | 2,30             | 7,00             | 11,56            | 17,16            | 20,02            | 21,62            | 21,31            | 16,80            | 11,62            | 6,00             | 1,48             |                  |
| Середній мінімум, °C                          | −5,63            | −3,54            | 1,15             | 5,72             | 11,30            | 14,17            | 17,97            | 17,66            | 13,13            | 7,99             | 2,36             | −2,17            |                  |
| Норма опадів, мм                              | 43               | 38               | 44               | 58               | 73               | 88               | 69               | 73               | 61               | 63               | 71               | 54               |                  |
| Середньомісячна швидкість вітру, м/с          | 2.20             | 2.50             | 2.80             | 2.70             | 2.40             | 2.20             | 2.19             | 1.96             | 2.00             | 2.00             | 2.20             | 2.30             |                  |
| Середньомісячна сонячна радіація, кДж/м²·день | 4120             | 6888             | 10737            | 15246            | 19276            | 21478            | 22255            | 19806            | 14608            | 8946             | 4610             | 3381             |                  |
| --------------------------------------------- | ---------------- | ---------------- | ---------------- | ---------------- | ---------------- | ---------------- | ---------------- | ---------------- | ---------------- | ---------------- | ---------------- | ---------------- | ---------------- |
| Джерело:                                      |                  |                  |                  |                  |                  |                  |                  |                  |                  |                  |                  |                  |                  |